# Ernest Dawkins
Ernest „Khabeer“ Dawkins (* 2. November 1953) ist ein US-amerikanischer Jazz-Alt- und Tenorsaxophonist. Er leitet das New Horizonts Ensemble.

## Leben und Wirken
Ernest Dawkins war in seiner Kindheit Nachbar von Anthony Braxton. Er spielte zunächst Bass und Schlagzeug, bevor er 1973 zum Saxophon wechselte. In dieser Zeit studierte er bei Mitgliedern der Association for the Advancement of Creative Musicians wie Joseph Jarman und Chico Freeman, außerdem am Vandercook College of Music. Er arbeitete dann mit Edward Wilkerson und Douglas Ewart, bevor er dann mit seinem New Horizons Ensemble in Chicago auftrat und einige Alben für Silkheart Records aufnahm. Er spielte auch auf Jazzfestivals und ging in Europa auf Tourneen.
Außerdem spielte Hawkins 1985 in der Formation Shadow Vignettes (Birth of a Notion) mit Reggie Nicholson und Kahil El’Zabar, wirkte an El'Zabars CIMP-Album Papa's Bounce (1998) mit und spielte 1997 mit El'Zabar, Joseph Bowie und Harold Murray im Ethnic Heritage Ensemble (The Continuum).
Nach Richard Cook und Brian Morton ist insbesondere das erste Album des New Horizons Ensemble stark vom Art Ensemble of Chicago beeinflusst; erst das Album Chicago Now (das erste, das für ein amerikanisches Label entstand) ist vom Chicago Sound in Verbindung mit dem AACM geprägt; weitere musikalische Bezüge ist die Musik von Abdullah Ibrahim, John Coltrane, Eric Dolphy, Monk und Charles Mingus. Dawkins gründete im Jahr 2000 das Englewood Jazz Festival.

## Diskographische Hinweise
- South Side Street Songs (Silkheart Records, 1994)
- Chicago Now, Vol. 1 (Silkheart, 1994)
- Chicago Now, Vol. 2 (Silkheart, 1994)
- Jo'Burg Jump (Delmark Records, 2000) mit Ameen Muhammad
- Cape Town Shuffle: Live at Hot House (Delmark, 2003)
- Mean Ameen (Delmark, 2004)
- The Messenger: Live at the Velvet Lounge (Delmark, 2006), u. a. mit Isaiah Spencer
- The Prairie Project (2011)
- Afro Straight (Delmark Records, 2012), mit Junius Paul